# Marga Scheide
Pour les articles homonymes, voir Marga.

Margareth "Marga" Scheide (née le 15 février 1954 à Amsterdam, aux Pays-Bas) est un ancien mannequin photo et chanteuse néerlandaise. Aux côtés de Patty Brard et José Hoebee au sein du girls band Luv', elle inscrit une série de singles à succès tels que "You're the Greatest Lover", "Trojan Horse", "Casanova" et "Ooh, Yes I Do" dans les hit parades d'une quinzaine de pays à la fin des années 1970 et au début des années 1980. 
Luv' a connu plusieurs changements de formations et les chanteuses d'origine se sont réunies à plusieurs reprises. Entre 1977 et 2020, Marga est la seule membre du trio pop féminin à être impliquée dans toutes les formations de Luv'. 
En 2016, Marga Scheide, José Hoebee et Ria Thielsch (qui avait déjà remplacé Patty Brard en 1980) décident de relancer Luv'. En juillet 2017, les dames célèbrent leur 40 ans de carrière dans la chanson avec leurs fans. Le 4 janvier 2019, le groupe annonce un énième changement de formation dans le journal quotidien le plus lu des Pays-Bas De Telegraaf: la personnalité des médias Chimène van Oosterhout replace Ria Thielsch. Le nouveau trio sort un single latin pop-reggaeton intitulé With Him Tonight en juillet 2019, soit vingt-cinq ans après leur dernier album All You Need Is Luv' . Le 7 février 2020, le management du groupe informe les médias et le public que Luv' cesse toutes ses activités en raison de la mauvaise santé de José Hoebee.

## Ses débuts
Marga Scheide commence sa carrière en tant que mannequin photo au début des années 1970 aux Pays-Bas.
Elle apparaît souvent sur les pochettes de compilations de musique populaire néerlandaise.  Elle participe également à des concours de beauté nationaux et internationaux (Miss Hollande 1972, 1973, 1977, Miss Young International 1973, Miss Elegance & SF Miss Europa 1975). De plus, elle prend part à de nombreuses campagnes publicitaires dans la presse et à la télévision pour des marques telles que la limonade SiSi, la "bintje" (une variété de pomme de terre dans le cadre d'une promotion dans le monde entier), la crème solaire Quick Tanning et les motos Yamaha. En 1976, elle passe une audition afin de faire partie d'un girl group du nom de Luv' monté par les producteurs Hans van Hemert et Piet Souer.

## Les années Luv'
De 1977 à 1981, Luv' enchaîne les succès dans plusieurs pays (Europe Continentale (Benelux, Allemagne, Suisse, Autriche, France, Espagne, Danemark, Finlande) ainsi qu'en Afrique du Sud, au Zimbabwe, en Australie, en Nouvelle-Zélande, au Canada et au Mexique).  En mars 1981, après avoir vendu sept millions de disques, le trio se sépare.
Huit ans plus tard, Marga Scheide relance la carrière du groupe accompagnée de deux nouveaux membres (Michelle Gold et Diana Van Berlo), sans les producteurs de départ. Cette nouvelle version de Luv' ne classe qu'un single (Welcome To My Party) dans le Top 40 néerlandais et flamand à l'automne 1989 et ne parvient pas à atteindre la renommée de la première formation. À l'été 1990, Michelle Gold est remplacée par Carina Lemoine. En 1992, on assiste à une nouvelle séparation de Luv'.
Le trio d'origine fait un retour à deux reprises (entre 1993 et 1996 et entre 2006 et 2012). 
En mars 2016, Marga Scheide, José Hoebee et Ria Thielsch (qui avait déjà remplacé Patty Brard en 1980) annonce un autre comeback de Luv' dans De Telegraaf. Luv' donne alors des nombreux galas à travers les Pays-Bas et la Flandre (Belgique). Le 4 janvier 2019, la personnalité des médias Chimène van Oosterhout remplace Ria Thielsch. En juillet 2019, Luv' sort un single latin pop-reggaeton intitulé  With Him Tonight enregistré avec Keith Morrison et Manuel Garrido-Lecca, producteurs nommés à plusieurs reprises aux Latin Grammy awards.
Le 7 février 2020, Luv' (qui ne s'était plus produit sur scène depuis septembre 2019 en raison du mauvais état de santé de José Hoebee) informe via la presse néerlandaise et les réseaux sociaux de l'interruption de ses activités.

## Carrière musicale sans Luv'
En 1982, Marga Scheide forme provisoirement le girl group Marga & Deuce avec les sœurs jumelles Clari et Anja Horsmeier avec qui elle sort le single sans succès One, Two, Three...Bananas.
En 1983, elle enregistre en solo un autre simple (Love Symphony), un pot-pourri de chansons des Supremes. Là encore, il s'agit d'un échec, même si ce titre est diffusé sur des radios noires américaines.
En 1984, elle participe à la version télévisée et batave de la comédie musicale pour enfants Abbacadabra. José Hoebee fait elle aussi partie de la distribution de ce programme.
En 1992, aux côtés de la chanteuse Lisa Boray, Marga chante brièvement dans la  comédie musicale: «Rockstar».
Le 15 octobre 2020, elle intervient en tant qu'artiste invitée lors d'un spectacle du comédien flamand Piv Huvluv dans le cadre de sa tournée Vinylvreter. Le show a lieu au Théâtre Royal de Bruges (Stadsschouwburg Brugge) .

## Discographie
- Singles:
  - One, Two, Three...Bananas (Marga & Deuce, Polydor, 1982)
  - Love Symphony (Carrere, 1983)
  - Wij Zijn Vrij (Abbacadabra, Indisc, 1984)
  - Love Again (Boni, 1985)
  - I´ll Sing You A Song (He Ho) (Dureco, 1986)
- Album:
  - Abbacadabra[9] (Indisc, 1984)

## Participation de Marga Scheide à des émissions de télé-réalité
Marga Scheide est candidate à trois occasions à des programmes de télé-réalité avec d'autres célébrités néerlandaises: 
- en 2004, elle suit une cure de remise en forme à Ibiza dans le cadre de Patty's Fort (une émission conçue par Patty Brard) sur la chaîne Yorin.
- en 2006, on la voit dans Sterren Dansen Op Het Ijs, l'adaptation hollandaise sur SBS 6 de Skating with Celebrities dans lequel des vedettes totalement novices en matière de patinage artistique sont mis en compétition. Marga est éliminée au bout du troisième show.
- en 2011, elle participe à «Komen Eten» (la version néerlandaise d'«Un dîner presque parfait»).

## Marga Scheide et l'entrepreneuriat
En parallèle de sa carrière dans le monde du spectacle, Marga Scheide se lance dans les affaires.
En 1985, elle ouvre une boutique de souvenirs (Dutchy Souvenirs) dans le Holiday Inn d’Utrecht qui sera en activité jusqu'en 1993. 
En 1989, elle dépose le nom du groupe Luv' auprès d'une entité néerlandaise équivalente de l'Institut national de la propriété industrielle.
Dans les années 1990, elle est temporairement à la tête d'une entreprise spécialisée dans l'export de cosmétiques vers les pays d'Europe centrale et orientale. 
En 2001, la chanteuse lance une start-up avec son compagnon le producteur Jacques Zwart (selectcd.nl) spécialisée dans le téléchargement légal de musique. En 2004, elle ouvre le site internet selectidols.com chargé du merchandising de célébrités néerlandaises (posters, casquettes, portes-clés, pins, mugs, photos dédicacées....). En 2007, ses entreprises sont dissoutes.
Ces dernières années, elle fait prospérer son patrimoine immobilier aux Pays-Bas et Ibiza.

## Les hommes de sa vie
Alors que Luv' est à son apogée en 1980, Marga Scheide vit une histoire d'amour de quatre ans avec John de Mol, fondateur d'Endemol.

Ensuite, elle est la compagne du producteur de musique Jacques Zwart (connu sous le pseudonyme E.Mergency) qui produit ses disques en solo et les enregistrements de Luv' entre 1989 et 1991. Zwart meurt d'une crise cardiaque au printemps 2003.
Depuis 2005, elle partage sa vie avec Michiel Gunning.